# Апісаі Домолаїлаї
Апісаі Домолаїлаї (фідж. Apisai Domolailai, нар. 16 квітня 1989) — фіджійський регбіст, олімпійський чемпіон 2016 року.

## Виступи на Олімпіадах
| Олімпіада           | Дисципліна | Місце |
| ------------------- | ---------- | ----- |
| Ріо-де-Жанейро 2016 | регбі-7    | 1     |

## Зовнішні посилання
- Апісаі Домолаїлаї — олімпійська статистика на сайті Sports-Reference.com (англ.) (архівна версія)